# Madonna col Bambino (Mantegna, incisione)
La Madonna col Bambino è un'incisione a bulino e puntasecca su carta (21x22 cm), databile al 1480-1485 circa e conservata, in una delle migliori riproduzioni, al Graphische Sammlung Albertina di Vienna.

## Descrizione e stile
Andrea Mantegna fu probabilmente il primo artista italiano a capire l'importanza dell'incisione applicandovisi direttamente, dopo che molte sue opere erano state ridotte per la stampa da altri artisti, ricevendo una straordinaria diffusione e fama che allargarono l'interesse verso l'artista ben oltre i confini del marchesato di Mantova dove lavorava.
Tramite l'uso incrociato di bulino e puntasecca, l'artista riusciva ad ottenere straordinari effetti chiaroscurali, che fanno risaltare il disegno come un rilievo statuario. Ne è un ottimo esempio la Madonna col Bambino, ricca di sfumature e trapassi, con uno straordinario panneggio nella veste della Madonna che sembra sollevarsi dal foglio.
Si tratta di una Madonna dell'Umiltà, con la Vergine seduta in terra con il figlio teneramente tra le braccia. Nella scena, riportata anche in pittura da alcuni allievi ed estimatori di Mantegna, è abbandonata ogni sacralità in favore di un'osservazione affettuosa ed umana di una donna che abbraccia il proprio figlio.